# Ihor Reizlin
Ihor Reizlin (n. 7 decembrie 1984, Tighina, RSS Moldovenească, URSS) este un scrimer ucrainean, medaliat olimpic. A participat la o ediție a Jocurilor Olimpice (2020) în care a câștigat o medalie de bronz.